# Gedachtenrijm
Gedachtenrijm is bij elkaar plaatsen van versregels waarbij de betekenissen in ideeën, de 'beelden' dat het oproept, overeenkomen.
Het principe is vooral bekend van Semitische poëzie, zoals bekend bij psalmen. Er wordt gebruik gemaakt van synoniemen, anatomieën, metaforen, metoniemen en omschrijvingen.

## Voorbeeld
- Hij verandert in een rots in een bron
hard gesteente in een stroom van water.[1]
- In den beginne schiep God den hemel en de aarde.
De aarde nu was woest en ledig, en duisternis was op den afgrond; en de Geest Gods zweefde op de wateren.
En God zeide: Daar zij licht! en daar werd licht.[2]